# マインクリークの戦い
マインクリークの戦い（マインクリークのたたかい、英: Battle of Mine Creek、またはオーセージの戦い）は、南北戦争の終盤に入った1864年10月25日、プライスのミズーリ襲撃の間にカンザス州リン郡でおきた戦闘である。南北戦争の中でも最大級の騎兵戦であり、南軍スターリング・プライス少将のミズーリ軍2個師団が、北軍フレデリック・ベンティーン大佐とジョン・フィニス・フィリップス大佐の指揮する2個旅団に潰走させられた。
この戦闘は同じ8月25日に起きたプライスの軍と北軍の間の3回の戦闘では2つ目のものだった。最初の戦闘はその朝早くに数マイル離れておきたメルダジーンの戦いであり、3番目の戦闘はこの戦闘の数時間後に、近くのマーミトン川で起きたものだった。北軍は遥かに勢力で劣っていたものの、3回の戦闘全てに勝利して、プライス軍をカンザス州から追い出し、ミズーリ襲撃作戦の命運を決することになった。
この戦闘で北軍を指揮したアルフレッド・プレソントン少将は、東部戦線のブランディ・ステーションの戦い（1863年6月9日）でも南軍と騎兵戦を戦って勝利しており、ミシシッピ川の両岸で北軍のために騎兵戦で勝利するという功績を残した。

## 背景
1864年秋、スターリング・プライスはミズーリ州に遠征軍を率いて入り、アメリカ連合国のためにミズーリ州の支配権を確保するか、あるいは11月に予定される大統領選挙で、現職エイブラハム・リンカーン大統領の再選に少なくとも不利な状況を創り出すことを期待していた。ミズーリ州で一連の戦闘が起きた後、サミュエル・カーティス少将とアルフレッド・プレソントン少将が、現在のミズーリ州カンザスシティ近くで起きたウェストポートの戦いでプライス軍に圧勝した。プライス軍は直ぐにその基地とする南のアーカンソー州への撤退を開始し、一方北軍騎兵師団を指揮するプレソントンはプライス軍を追ってカンザス州に入り、プライス軍が南軍の領土に到達できる前にこれを捕獲するか破壊することを期待していた。
プライス軍は500両に昇る荷車を含む大きな輜重隊があることで、むしろ後退の障害になっていた。その荷車には南部にとって本当に必要な軍需品が積まれていた。カンザス州リン郡のトレーディングポストの町近く、メルダジーン川沿いで宿営しているとき、プレソントンの暫定騎兵師団に属する2個旅団から攻撃を受けた。プレソントン隊は南軍の大半が逃亡するのを妨げられなかったが、捕虜約100人を捕まえ、大砲2門を鹵獲した。プライス軍は引き続き撤退を続けることを強いられた。北軍はその追撃をすぐに再開し、渡河することができたが、激しい雨と川が膨れ上がっていたために、その動きがいくらか遅らされた

## 戦闘
トレーディングポストの南6マイル (10 km) で、ベンティーン、フィリップス両大佐は、プライス軍に再度追いついた。南軍はマイン・クリークを渡っている時だった。大量の荷物を積んだ南軍の荷車は、雨で膨れ上がった川を渡すために苦労しており、そのためにプライスはここで抵抗することになると予測していた。クリークの北岸で戦線を構築した。ジェイムズ・F・ファガン准将の師団を左翼に、ジョン・マーマデューク准将の師団を右翼に置いた。この戦線を支援するために8門の大砲が据えられた。ウィリアム・L・キャベル准将の旅団がマイン・クリークの南岸で予備隊に置かれた。プライス将軍自身は輜重隊と共に、約20マイル (32 km) 南のスコット砦に向かって移動しており、ジョセフ・シェルビー准将の指揮する第3の師団を伴っていた。プライスは貴重な軍需品を保管する砦の占領を期待していた。
北軍はフィリップスの旅団にミズーリ州民兵隊騎兵3個連隊が含まれ、ベンティーンの旅団はミズーリ第10騎兵隊、アイオワ第4騎兵隊、同第3騎兵隊で構成されており、これにインディアナ第7騎兵隊の2個中隊とミズーリ第4騎兵隊の分遣隊で補強していた。北軍は総勢で約2,600名であり、それで約7,000名の南軍に向かうことになった。
北軍騎兵は勢力で2対1以上に劣っていたものの、即座に攻撃を開始した。フィリップス大佐は当初、南軍の数的優勢さを前にして怯んでいたが、南軍の中央に総がかりの突撃を掛けたベンティーン大佐に先を越され（ベンティーンは後のリトルビッグホーンの戦いでも名声を挙げた）、フィリップス隊はプライス軍の左翼を攻撃した。ファガンとマーマデュークは急襲を受けて兵士に乗馬のままでいるよう命じたので（通常の戦闘形態だった下馬対抗ではなかった）、その後に起きた戦闘は南北戦争の中でも最大級の乗馬したままの騎兵による戦闘となった。
北軍は大惨事になるところだった。ベンティーンのミズーリ第10騎兵隊は最初に居た位置と南軍の前線の中間くらいで、不可解にもその突撃を中止し、アイオワ第4騎兵隊のアビアル・R・ピアース少佐がその連隊の前に南軍の前線に向けて早掛けするまで突撃の再開を拒否していた。その後にはピアースの連隊とベンティーン旅団の残り部隊が続いた。ウィリアム・フォース・スコットの『騎兵連隊の話: アイオワ第4古参志願兵連隊の経歴』に拠れば、北軍は「雷撃」のように南軍を撃ち、南軍の戦列を「レンガの並びのように」崩壊させた。プライス軍の多くの兵士が捕獲した北軍の征服を着ていたので、南軍兵と北軍兵を見分けるのが難しかったので、戦場を大きな混乱が支配した。マーマデューク将軍は自分の部隊兵の集団と見たもの（実際にはベンティーンの部隊に属していた）を鼓舞しようとしているときに、ジェイムズ・ダンラビーというアイオワ兵に捕獲された。同様にキャベル将軍も捕虜となり、戦いが終わるまでにプライス軍の1,000名近くが捕獲された。
南軍は数的に優勢だったが、北軍の急襲と火力に圧倒された。北軍はレボルバー拳銃や後装式銃を装備しており、南軍のほとんどは先填め式銃だった。戦闘が続いたのは30分ほどに過ぎなかった。プライス将軍が戦場に到着したとき、戦闘は事実上終わっていた。多くの南軍兵、特にプライスの砲兵は頑強に戦ったが、多くは逃走を選択した。ファガン将軍はクリークの南、ジョーンズの家近くで部隊を再構成しようとしたが、そこで止めることができず、さらに南にあったはげ山の頂上まで後退することになった。しかし、砲兵の支援も無く（プライスの砲兵隊は主戦場で捕まっていた）、また直属の士官数人も失っており、この新しい陣地も保持できなかった。ベンティーンの旅団は北軍の大砲に支えられて丘の上まで突撃を開始し、ファガンの部隊が崩れて近くのスコット砦道路に向けて逃走した。プライスはこのような現場に来合わせ、撤退する兵士を鼓舞しようとしたが、無駄だった。

## 戦闘の後
南軍の損失は1,200名であり、その中には退却中に負傷した者も含まれていた。北軍の損失は100名だった。ベンティーンとフィリップスはプライスの減少していく軍隊の追撃を続け、同じ日の午後には合同して再度マーミトン川の戦いを行った。ミズーリ軍は後退を続け、比較的安全なアーカンソー州まで到着したが、勢力は出発したときの半分ほどまでに減っていた。このミズーリ襲撃はプライスにとって大失敗であり、全体で北軍が勝利したことは南軍が期待していたこととは正しく反対の結果となり、エイブラハム・リンカーン大統領は再選に成功し、南北戦争事態も北軍の勝利に向かった。
マイン・クリークの戦場跡は、マイン・クリーク戦場州立歴史史跡としてカンザス州歴史協会が保存しており、戦闘の詳細を示す博物館もある。

## ドキュメンタリー
マインクリークの戦いは、2004年11月15日にヒストリー・チャンネルが放送したドキュメンタリー映画『南北戦争の失われた戦闘』の中心テーマだった。